# L'adolescente (Dostoevskij)
L'adolescente (in russo: Подросток, Podrostok) è un romanzo di Fëdor Dostoevskij, iniziato nel febbraio 1874 e terminato nel novembre 1875. Pubblicato per la prima volta nel 1875 sulla rivista Otechestvennye Zapiski con il titolo "Note di un giovane".
Il romanzo è stato criticato dai contemporanei per essere "caotico", motivo per cui è stato a lungo considerato un fallimento artistico. Tuttavia molti critici e ricercatori moderni considerano il romanzo uno dei più grandi romanzi di Dostoevskij e una delle sue opere più sottovalutate.

## Trama
Protagonista del romanzo è il giovane Arkadij Dolgorukij, figlio illegittimo di Versilov e della umile Sofia Andreevna, che Versilov strappa al marito Makar Ivanovic. La donna, che vive in povertà, ha avuto dall'amante (il più delle volte assente) due figli, Arkadij e Liza: quest'ultima ha sempre vissuto con la mamma, mentre Arkadij è stato messo nella pensione del rozzo M. Touchard in giovane età. Conscio dell'abbandono, Arkadij medita una rivincita che gli sembra realizzabile solo con l'isolamento e il potere; inizia dunque a risparmiare sul piccolo stipendio che riceve da Versilov, anche a costo di grandi sacrifici materiali, non facendo però i conti con se stesso. Il primo segno di cedimento nei riguardi della sua rivincita avviene quando Arkadij spende i soldi risparmiati per soccorrere la piccola Arinuška, neonata abbandonata di fronte a casa sua. Altri cedimenti seguiranno, tra i quali la sua disperata ammirazione per Versilov, che odia e ammira allo stesso tempo, al cui destino burrascoso si trova legato proprio per i sentimenti che prova.
Versilov, uomo elegante, arguto e sensuale, è tragicamente diviso tra la passione per la bella Katerina ricca e nobile, e l'affetto compassionevole che gli ispira Sofia Andreevna. Seguono ricatti e intrighi (il denaro sembra l'argomento principale), nel quale emerge la figura di Lambert: il fidanzamento di Katerina col barone Bjoring, la morte, in casa di Sofia, di Makar Ivanovic. Tutto ciò porta Versilov alla pazzia. Arkadij verrà così definitivamente distratto dai suoi sogni di rivincita, a causa della disgrazia del padre cui egli ha partecipato, inconsciamente burattino di Lambert.
Sullo sfondo avvengono altre disfatte: la sorella di Arkadij, Liza, resta incinta del principe Sokolskij; questi poi, imprigionato, impazzisce e muore. Anna, figlia legittima di Versilov, a freddo decide di sposare, per interesse, un anziano principe, un altro Sokolskij, ma il suo progetto andrà a monte.

## Personaggi del romanzo

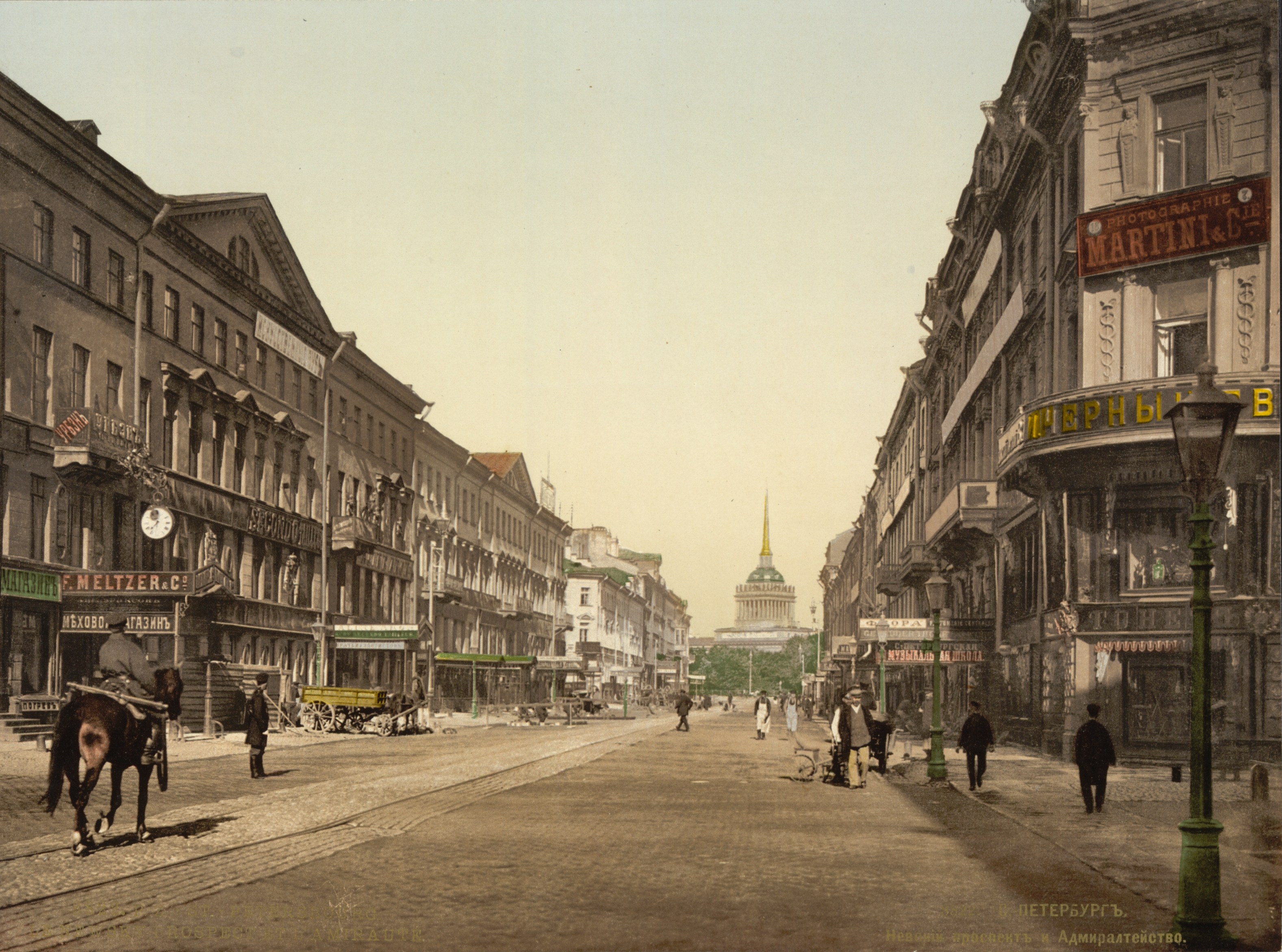
Prospettiva Nevskij citata nel romanzo

### Personaggi più importanti
Arkadij Makarovič Dolgorukij

Arkadij, il protagonista della storia, ha diciannove anni, viene percepito da tutti come un ragazzino adolescente (da qui il titolo del romanzo). Acquisisce il cognome Dolgorukij (simile a quello di un principe russo) dal padre adottivo. Il sogno di Arkadij è quello di diventare ricco come i Rothschild risparmiando ogni copeco, ma il suo piano fallirà presto.
(Fëdor Dostoevskij, L'adolescente)
Ha solo 19 anni, gran parte della sua vita l'ha trascorso in collegi e con il suo tutore Nikolaj a Mosca. Non ha mai avuto contatti importanti né con Versilov né con Makar.
Andrej Petrovič Versilov
È il padre biologico di Arkadij. È noto per essere un donnaiolo e alla fine incontra Sof’ja, una contadina che lavora in una delle sue proprietà e la seduce. Si ritrova coinvolto in uno scandalo con una giovane donna malata di mente che finisce per suicidarsi. Ad un certo punto, Versilov e Arkadij si contenderanno la stessa donna. La sua presenza nell'infanzia di Arkadij è minima poiché è spesso all'estero, ma alla fine torna e decide di trasferirsi con Sof’ja, Arkadij e Lizaveta a San Pietroburgo. Sebbene sembri "devoto" a Sof’ja, ha molte altre relazioni amorose nel romanzo. (Con Katerina).
Makar Ivanov Dolgorukij
Padre adottivo di Arkadij e Lisa, ex domestico dei signori Versilov e marito di Sof’ja Andreeva. È un pellegrino religioso che assume il ruolo del "santo stolto" nelle opere di Dostoevskij.
Il padre di Sof’ja sul letto di morte, chiede a Makar di sposare sua figlia. La presenza di Makar all'inizio del romanzo è minima, la sua presenza nel romanzo non diventa di grande importanza fino alla terza parte, quando arriva a stare a casa stabilmente. È vecchio e molto malato, nelle sue ultime settimane di vita costruisce uno stretto rapporto con Arkadij e avrà una grande influenza su di lui. Gli piace raccontare storie ed è molto semplice di cuore.
Sof’ja Andreeva
È la madre di Arkadij. Lavorava come serva di Versilov prima dell'emancipazione ed è sposata con Makar. Diventerà l'amante di Versilov all'estero e con cui andrà a vivere a San Pietroburgo ma rimarrà sposata con Makar fino alla sua morte. È una donna piuttosto tranquilla e dal cuore semplice, compassionevole verso i suoi figli, ma ha una personalità sottomessa. Sof’ja è molto tollerante nei confronti dei tradimenti di Versilov ed è sempre disposta ad accettarlo di nuovo.
Katerina Nikolaevna Achmakova
Figlia del principe Sokol’skij, vedova del generale Achmakov e matrigna di Lidia. Katya ha un legame importante con la lettera che Arkadij ha cucito nella sua giacca, poiché ha a che fare con la sua eredità. In precedenza era stata coinvolta con Versilov, ma la loro storia d'amore non è durata. In seguito diventa il primo interesse romantico di Arkadij, anche se più grande di lui di quasi 15 anni. I tre vengono coinvolti in un interessante triangolo amoroso che provoca una certa rivalità tra padre e figlio.
Lambert
È uno dei pochi amici d'infanzia di Arkadij. Lui e Arkadij si incontrano mentre sono in collegio, ma mantengono un rapporto piuttosto ambiguo. È un personaggio piuttosto oscuro, che ha una cattiva influenza su Arkadij. Incarna il tema della crudeltà umana, e all'inizio ne vediamo esempi quando compra un canarino, lo lega a un albero e gli spara. Il suo ruolo principale nel romanzo non arriva fino a più tardi, poiché un giorno incontra casualmente Arkadij svenuto per strada. Si incontrano e, venendo a conoscenza della lettera, inizia a complottare contro Arkadij per ottenere la lettera e usarla a proprio vantaggio.

### Personaggi secondari
Il principe Nikolaj Ivanovič Sokol’skij (il vecchio principe)
Padre di Katerina Nikolavna e amico di Versilov. Al suo arrivo a Pietroburgo, Arkadij riceve il suo primo impiego dal vecchio principe. Ma in realtà non lavora per guadagnare denaro, ma si limita a sedersi con il principe e ad ascoltarlo. Il principe è il controverso fulcro della famosa lettera di Katerina, cucita nella giacca di Arkadij, che descrive il suo tentativo di frenare le spese dilaganti del principe mandandolo in una casa di cura.
Il principe Sergej Petrovič Sokol’skij (il giovane principe)
Il principe diventa uno dei personaggi più tragici del romanzo. Fa amicizia con Arkadij a San Pietroburgo, ma in seguito scopriamo che credeva che Arkadij lo stesse ricattando a causa della sua relazione con Liza chiedendogli soldi in prestito. Il suo personaggio sembra essere uscito direttamente dal precedente lavoro di Dostoevskij "Il giocatore". Frequenta tutte le roulette di San Pietroburgo ed è conosciuto nella maggior parte delle sale da gioco. È un personaggio molto audace e questa sua caratteristica, segnerà la sua vita.
Isabel Makarovna (Liza)
Liza è la sorella di Arkadij e figlia di Versilov. Nonostante il loro legame biologico, lei e Arkadij non hanno una relazione tra fratelli molto solida. Hanno trascorso gran parte delle loro vite separati e, sebbene i due personaggi abbiano un naturale amore fraterno, sembrano non fidarsi l'uno dell'altro. Con il progredire del romanzo, scopriamo della relazione con il giovane principe Sokol’skij e della sua gravidanza.
Lidija Achmakova
È la figliastra debilitata fisicamente di Katerina Nikolaevna. Sebbene in realtà non appaia mai nel romanzo ma venga solo citato, il suo personaggio è importante per l'effetto che ha avuto su Versilov mentre era all'estero. Lydia riceve una proposta di matrimonio da Versilov mentre è nel culmine del suo amore per Katerina Nikolaevna.
Tat’jana Pavlovna Prutkova
È l'amica di famiglia di lunga data di Versilov. Tutti la chiamano "zia" anche se non ha parentele con nessuno. Lei e Arkadij non hanno un rapporto molto buono, poiché è molto critica nei confronti di tutto ciò che fa. È molto amica di Katya e gli incontri che si verificano tra lei e Arkadij si svolgono spesso a casa sua.
Kraft
È uno dei personaggi che Dostoevskij presenta all'incontro di illustri giovani intelletti. Crede che i russi siano una razza umana di second'ordine rispetto agli europei e che il loro unico scopo nella vita sia cercare di diventare come gli europei. È convinto che i russi siano nati in questo modo e che moriranno in questo modo, e che c'è poco che possono fare per superare questo problema. Le sue convinzioni lo portano alla disperazione e alla fine si suicida. Dostoevskij usa Kraft per abbracciare il tema del suicidio.
Semyon Sidorovič
Il suo ruolo è minore e appare nel romanzo solo dalla terza parte. È presentato in modo abbastanza misterioso ma sappiamo che è associato a Lambart. Il fatto che abbia i suoi lacchè che fanno il lavoro sporco per lui dimostra che non è assolutamente privo di potere. Alla fine tradisce Lambert per aiutare Arkadij.
Signor Touchard
Era l'insegnante nella vecchia scuola di Arkadij.
Olya
Il ricorrente tema del suicidio di Dostoevskij si manifesta in Olya. È una ragazza intelligente e istruita, ma è costretta a prostituirsi per aiutare la madre. Versilov promette di aiutarla, ma perde fiducia nelle sue azioni dopo aver sentito da Arkadij dei commenti negativi su Versilov. Dopo aver scoperto il suo suicidio, Arkadij incolpa le sue parole come la causa del suo desiderio di togliersi la vita.
Darya Onisimovna
Sebbene non sia direttamente correlata ad altri personaggi, viene coinvolta nella narrazione in seguito al suicidio della sua giovane figlia Olya. Diventa una confidente di Tat’jana Pavlovna e cerca persino di intervenire e aiutare Arkadij per salvarlo.
Vasin
Rimasto orfano, viene preso sotto la tutela di Stebel’kov.
Stebel’kov
Patrigno di Vasin, speculatore e faccendiere.
Andrej Andreevič
Andrei è il figlio legittimo del primo matrimonio di Versilov, ed è il fratellastro di Arkadij. Non ha un ruolo importante nel romanzo e non appare nemmeno abbastanza tardi nella narrazione.
Pyotr Ippolitovič
Dopo aver lasciato la casa della sua famiglia, Arkadij affitta un piccolo appartamento da Pyotr Ippolitovič. È un uomo piuttosto sciocco ma ben intenzionato, e tenta regolarmente di ripetere vari aneddoti che ha sentito sulla Russia. Lui e Versilov durante la storia vanno molto d'accordo.

## Temi trattati

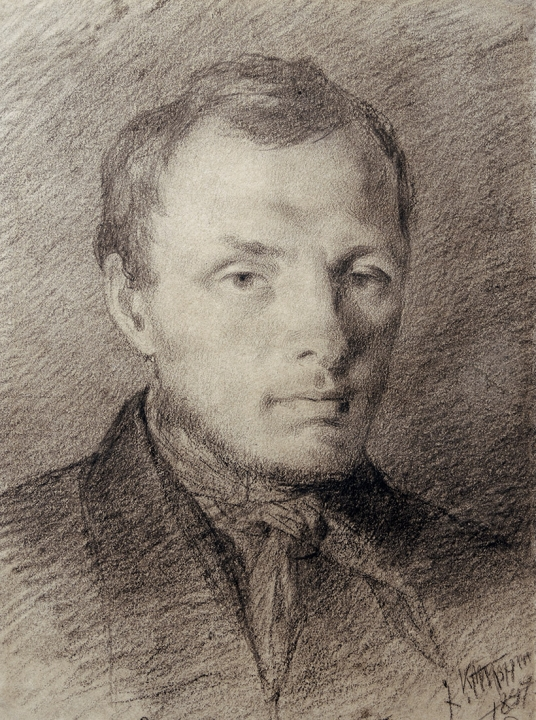
Dostoevskij in una foto da giovane

### La gioventù
Tutti i suoi protagonisti sono i giovani, uomini tra l'infanzia e l'età adulta, quel periodo cruciale per scoprire la propria identità, ancora ingenui e idealisti che vengono ad affrontare le grandi questioni della vita con onestà e occhi freschi. Arkadij è una delle variazioni più accattivanti, maldestre e vulnerabili sul tema di Dostoevskij. Arkady è ben intenzionato ma fuorviato da un orgoglio insopprimibile, un comportamento impulsivo e un carattere debole. Nel perseguire la sua idea intraprende un piano piuttosto ridicolo di trasferirsi fuori di casa per non spendere troppi soldi. 
Sogna il potere, il denaro e la sua idea di scappare di casa e diventare veramente indipendente dai suoi genitori. Ma quello che vuole davvero così dolorosamente è una relazione con suo padre. Viene a scoprire il suo desiderio sessuale risvegliato e i sogni ad occhi aperti di seri interessi amorosi. Tuttavia è socialmente imbarazzante, spesso dice la cosa sbagliata al momento sbagliato, non sapendo quando tenere la bocca chiusa.

### Padri e figli
Questo libro solleva le domande su cosa rende un padre. Tutti sanno che Versilov è il padre di Arkadij, eppure Arkadij tiene il cognome e il patronimico di Makar. La turbolenta connessione tra Versilov e Arkadij è la principale tensione del romanzo. La relazione di Arkadij con Versilov può essere meglio descritta come "amore e odio". Versilov è un personaggio più complicato, tuttavia, è almeno più coerente di Arkadij nel modo in cui si esprime e agisce nei suoi confronti.

### Suicidio
Come ogni romanzo di Dostoevskij che si rispetti, il suicidio è un tema ricorrente. Sia Kraft l'ateo che Olya la ragazza impoverita si tolgono la vita. Proprio come Kirillov ne "I Demoni", Kraft è motivato dalla teoria dell'ateismo di Dostoevskij che afferma che il modo più vero per un ateo di affermare la sua non fede in Dio è togliersi la vita e dichiararsi Dio. Olya è motivata dal terrore umano, dal senso di colpa, dalla vergogna e dall'impetuosità giovanile.

### Saggezza e spiritualità
Makar è l'immagine della saggezza in questo libro. Sebbene non sia il personaggio più intelligente o istruito, ha una percezione spirituale che lo rende prezioso e geniale. È un rivoluzionario morale che assomiglia al santo sciocco caratteristico dei villaggi russi. Conosce Dio e dà consigli agli altri nei momenti più cruciali.

## Edizioni italiane
- L'adolescente, traduzione di Federigo Verdinois, (4 voll.), Lanciano, Carabba, 1924. - Introduzione di Antonella Anedda, Newton Compton, Roma, 1996.
- L'adolescente, traduzione di Maria Rakovska e Luigi Galeazzo Tenconi, Milano, Barion, 1935. - a cura di Eridano Bazzarelli, Mursia, Milano, 1956; Garzanti, Milano, 1981.
- L'adolescente, traduzione di Rinaldo Küfferle, Milano, Sonzogno, 1935. - Sansoni, Firenze, 1958; Introduzione di Eridano Bazzarelli, Collana Classici moderni, BUR, Milano, 2003, ISBN 978-88-171-0687-0.
- L'adolescente, traduzione di Eva Kühn Amendola e Ferruccio Tosti, Torino, Frassinelli, 1943. - Prefazione di Angelo Maria Ripellino, Einaudi, Torino, 1957-2017.
- L'adolescente, traduzione di Maria Rita Leto e Anton Maria Raffo, Introduzione e note di M.R. Leto, Collana Oscar, Milano, Mondadori, 1987, ISBN 978-88-04-29810-6.
- L'adolescente, traduzione di Luigi Vittorio Nadai, (2 voll.), Introduzione di Fausto Malcovati, Collana I Grandi Libri n.267-268, Milano, Garzanti, 1989, ISBN 978-88-11-36831-1.
- L'adolescente, trad. e cura di Serena Prina, Appendice con appunti dell'Autore, Collana Universale Economica. I Classici, Milano, Feltrinelli, 2021, ISBN 978-88-079-0387-8.